# اورمان‌اوزو (آماسیه)
اورمان‌اوزو (به ترکی استانبولی: Ormanözü) یک منطقهٔ مسکونی در ترکیه است که در آماسیه واقع شده‌است.